# Mintowo
Mintowo (deutsch Mintwiese) ist eine verwaiste Ortsstelle in der polnischen Woiwodschaft Ermland-Masuren und gehört zum Gebiet der Gmina Srokowo (Landgemeinde Drengfurth) im Powiat Kętrzyński (Kreis Rastenburg).

## Geographische Lage
Mintowo liegt in der nördlichen Mitte der Woiwodschaft Ermland-Masuren, zwölf Kilometer südöstlich der einstigen Kreisstadt Gerdauen (heute russisch Schelesnodoroschny) bzw. 22 Kilometer nördlich der jetzigen Kreismetropole Kętrzyn (deutsch Rastenburg).

## Geschichte
Das einstige Mintwiese wurde um 1437 gegründet und bestand in seinem Ursprung aus einem kleinen Gehöft. Im Jahre 1874 wurde der Gutsbezirk Mintwiese in den neu errichteten Amtsbezirk Bajohren (1938 bis 1945: Amtsbezirk Großblankenfelde, heute polnisch Bajory Wielkie) im ostpreußischen Kreis Gerdauen eingegliedert. 1905 zählte der Gutsbezirk 78 Einwohner in sechs Wohnhäusern.
Am 30. September 1928 gab der Gutsbezirk Mintwiese seine Eigenständigkeit auf und wurde in die benachbarte Landgemeinde Löcknick (polnisch Łęknica) eingemeindet.
In Kriegsfolge wurde 1945 das gesamte südliche Ostpreußen an Polen überstellt. Das betraf auch Mintwiese, das nun die polnische Namensform „Mintowo“ erhielt. Bei dem Ort handelt es sich heute um eine „Opuszczona osada“ („verlassene Siedlung“). Sie liegt im Bereich der Landgemeinde Srokowo (Drengfurth) im Powiat Kętrzyński (Kreis Rastenburg), bis 1998 der Woiwodschaft Olsztyn, seither der Woiwodschaft Ermland-Masuren zugehörig.

## Kirche
Bis 1945 war Mintwiese in die evangelische Kirche Assaunen bzw. in die Kirche Molthainen in der Kirchenprovinz Ostpreußen der Kirche der Altpreußischen Union, außerdem in die katholische Kirche St. Bruno Insterburg (heute russisch Tschernjachowsk) eingepfarrt.
Heute gehört Mintowo katholischerseits zur Pfarrei Asuny im Erzbistum Ermland, evangelischerseits zur Kirche Srokowo, einer Filialkirche der Johanneskirche Kętrzyn innerhalb der Diözese Masuren der Evangelisch-Augsburgischen Kirche in Polen.

## Verkehr
Die verlassene Ortsstelle von Mintowo ist nur auf einem unwegsamen Landweg von Skandławki (Skandlack) aus zu erreichen.